# Erebor
Pour les articles homonymes, voir Mont Solitaire.
La Montagne Solitaire (Lonely Mountain en anglais), ou Erebor en sindarin, est une montagne de la Terre du Milieu, univers de fiction créé par J. R. R. Tolkien. Elle apparaît principalement dans le roman Le Hobbit.
Ce sommet isolé est situé au nord-est de la Forêt de Grand'Peur. Au Troisième Âge, c'est l'un des principaux établissements de la race naine, qui en est chassée pendant près de deux siècles par le dragon Smaug, jusqu'aux événements relatés dans Le Hobbit.

## Description physique
En s'appuyant sur la carte de Thror, la géographe Karen Wynn Fonstad estime le diamètre de la Montagne Solitaire à une dizaine de milles, soit seize kilomètres. La présence de neige à son sommet à la fin du printemps lui suggère une altitude d'au moins 1 200 mètres.
Du sommet de la montagne partent six crêtes en forme d'étoile. Deux d'entre elles définissant une large vallée orientée vers le sud où se situe la ville humaine du Val, nichée dans une boucle de la Rivière Courante, qui prend sa source dans les profondeurs de la montagne. Au fond de cette vallée se trouve la Grande Porte de la cité naine. La crête sud-ouest s'achève sur une petite éminence nommée Montcorbeau (Ravenhill).
Sur le versant ouest de la montagne s'ouvre une porte secrète conduisant directement à la chambre la plus profonde de l'Erebor, où le dragon Smaug a établi son repaire.

## Histoire fictive

### Origines
En l'an 1980 du Troisième Âge, les nains de la Moria réveillent par accident un Balrog qui ravage leur cité et contraint les survivants à l'exil. Leur roi Thráin Ier les conduit jusqu'à la Montagne Solitaire en 1999. Il y découvre la Pierre Arcane et décide de s'y installer. Cependant, après sa mort, en 2190, son fils Thorin Ier quitte la montagne pour s'installer dans les riches Montagnes Grises, où d'autres exilés de la Moria se sont installés et prospèrent.
L'établissement nain des Montagnes Grises est détruit par des dragons en 2570. Parmi les survivants, certains, dont le roi Thrór, reviennent en Erebor, tandis que d'autres, menés par son frère cadet Grór, partent coloniser les Collines de Fer, plus à l'est. Le Royaume sous la Montagne connaît alors une période prospère, notamment grâce au commerce avec les hommes de la ville du Val, édifiée au pied de la montagne.
Le dernier des grands dragons ailés, Smaug le Doré, est appâté par les richesses des nains. En 2770, il s'abat par surprise sur la montagne, détruit la ville du Val et chasse les nains d'Erebor. Il rassemble leurs trésors en une grande pile dans la plus profonde des salles de la cité naine. La région alentour, jadis verdoyante, devient un désert où nul n'ose s'aventurer : la Désolation de Smaug.

### Le Hobbit
En 2941 T.A., Thorin II, petit-fils de Thrór, avec l'aide du magicien Gandalf, mène douze Nains et un Hobbit, Bilbon Sacquet, dans une expédition destinée à dérober au dragon une partie de son trésor afin de redresser la fortune des Nains. Des paroles inconsidérées de Bilbo poussent toutefois Smaug à attaquer la ville d'Esgaroth, au sud d'Erebor. Au cours de cette attaque, il est tué par l'archer Bard, descendant des anciens seigneurs de Dale.
Alors que les treize Nains, renforcés par leurs cousins des Collines de Fer, les Elfes de la Forêt Noire et les Hommes d'Esgaroth sont sur le point de se battre pour la possession du trésor du dragon, des troupes orques venues des Montagnes Grises les poussent à s'allier. La bataille des Cinq Armées qui en résulte voit la mort de Thorin II.

### AprèsLe Hobbit
Dáin II, cousin de Thorin II lui succède et dirige le repeuplement nain d'Erebor, tandis que Bard mène la reconstruction de Dale. Les deux cités prospèrent à nouveau et leurs produits figurent de manière importante parmi les cadeaux offerts par Bilbo lors de la fête qu'il donne à Cul-de-Sac pour son 111e anniversaire.
Lors du Conseil d'Elrond, le Nain Gimli raconte que des émissaires de Sauron ont approché Dáin II, pour lui proposer de lui rendre trois des sept anneaux des seigneurs-nains encore existants ainsi que la Moria, en échange de l'Anneau, présenté comme une « babiole », trouvé par Bilbo. Suspicieux à l'égard des intentions de Sauron et peu enclin à mettre en danger Bilbo, Dáin envoie une délégation dirigée par Glóin et son fils Gimli prendre conseil auprès d'Elrond. La principale conséquence de cette ambassade est ainsi la possibilité offerte à Gimli de rejoindre la Communauté de l'Anneau.
Dans les Contes et légendes inachevés, Gandalf relate les événements qui se sont produits dans cette région durant les derniers mois de la guerre de l'Anneau, absents de la narration du Seigneur des anneaux. Il y raconte que les Nains d'Erebor et les Hommes de Dale ont farouchement lutté contre des forces composées principalement d'Orientaux, pendant la bataille de Dale. Ils ont tout d'abord été vaincus et ont dû s'enfermer dans la Montagne où ils ont subi un siège ; cependant, après la destruction de l'Anneau unique, les Nains sont parvenus à faire fuir les armées de Sauron, désemparées par la défaite de leur maître. Gandalf ajoute que les événements du Hobbit ont eu pour conséquence inattendue d'affaiblir considérablement les capacités de Sauron dans cette région, le privant du formidable auxiliaire qu'aurait pu représenter Smaug, tandis que la bataille des Cinq Armées avait détruit la majorité des Orques des Montagnes Grises et des Montagnes de Brume que Sauron aurait pu appeler à son aide pour prendre en tenaille le Gondor.

## Adaptations et hommages

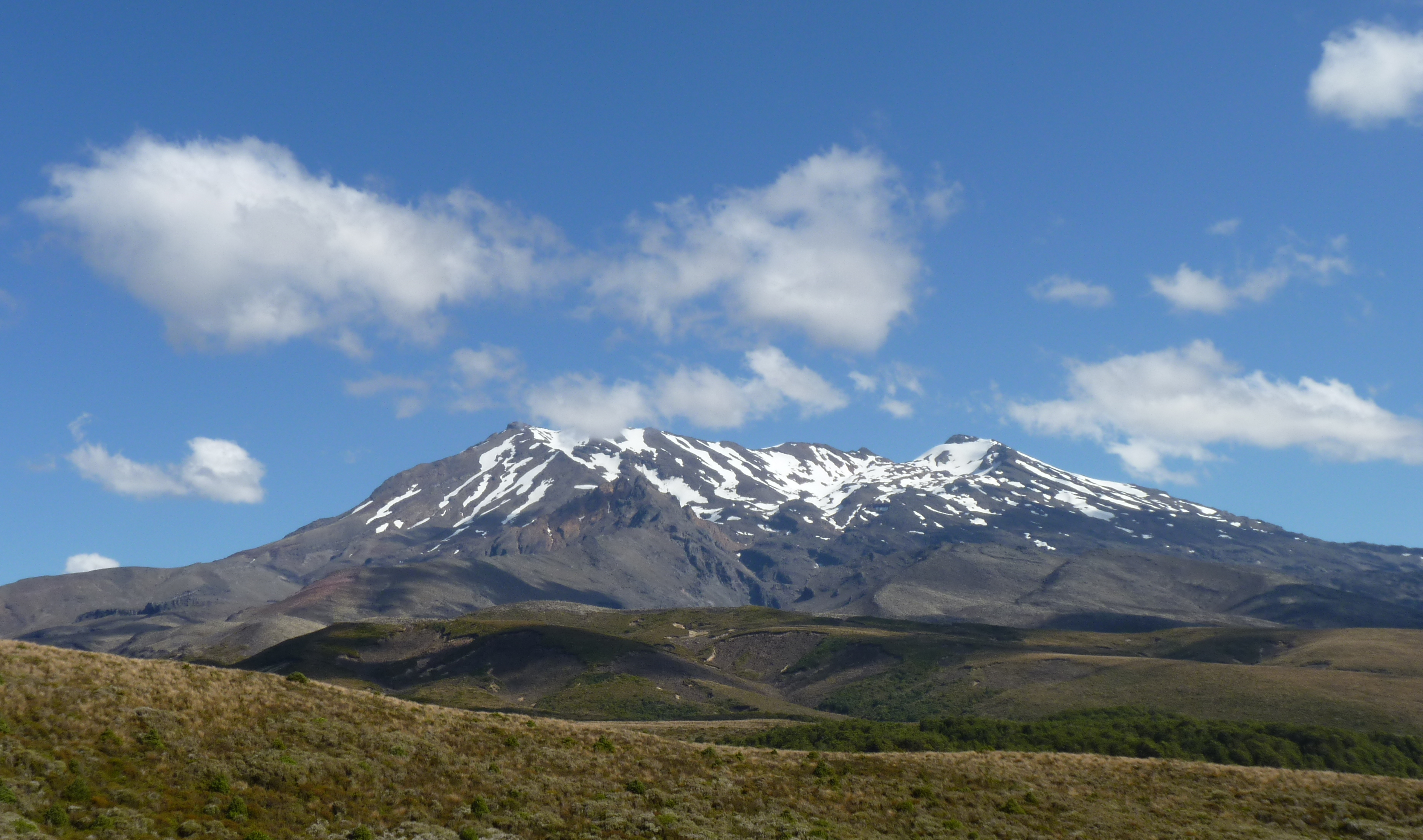
Le mont Ruapehu en Nouvelle-Zélande a servi de lieu de tournage.

Tolkien a laissé plusieurs illustrations de la Montagne Solitaire, dont deux sont parues dans Le Hobbit en 1937 : « La Grande Porte » (The Front Gate), une vue extérieure en noir et blanc, et « Conversation avec Smaug » (Conversation with Smaug), une aquarelle représentant la grande salle souterraine où le dragon a amassé les trésors des nains. Tolkien a également réalisé une illustration en noir et blanc de la montagne tout entière, de nuit, intitulée « La Montagne Solitaire » (The Lonely Mountain), mais elle n'a pas été retenue pour Le Hobbit, vraisemblablement parce que le ciel nocturne, qui occupe une bonne moitié de l'image, aurait été trop difficile à reproduire. Plusieurs croquis et plans de la Montagne, réalisés durant la rédaction du Hobbit, ont été publiés dans J. R. R. Tolkien : Artiste et Illustrateur et dans Le Hobbit annoté.
Un jeu de société The Lonely Mountain: Lair of Smaug the Dragon est commercialisé par Iron Crown Enterprises en 1984. Les joueurs contrôlent un groupe d'aventuriers qui doit se faufiler dans la Montagne Solitaire et s'emparer d'un maximum de butin avant que Smaug se réveille.
« Erebor » est la septième mission du jeu vidéo de stratégie en temps réel Le Seigneur des anneaux : La Bataille pour la Terre du Milieu II (2005). Selon que le joueur a choisi la campagne du Bien ou celle du Mal, il contrôle les assiégés ou les assaillants durant le siège de la montagne pendant la guerre de l'Anneau.
Les montagnes de Titan sont nommées d'après celles de l'œuvre de Tolkien, et l'une d'elles, située un peu au sud de l'équateur, porte le nom d'Erebor Mons depuis le 13 novembre 2012.
La Montagne Solitaire est également vue dans l'adaptation cinématographique en trois volets du Hobbit de Peter Jackson. Aperçue essentiellement de loin dans Le Hobbit : Un voyage inattendu, on la découvrira surtout dans Le Hobbit : La Désolation de Smaug, qui s'y termine et Le Hobbit : La Bataille des Cinq Armées, au pied de laquelle se déroule la majeure partie de l'intrigue.
Le groupe de power metal / folk metal italien Wind Rose (s'inspirant beaucoup de l'univers de Tolkien) fait référence à la Montagne Solitaire dans son titre To Erebor.